# African Association
De African Association of African Society, voluit de Association for Promoting the Discovery of the Interior Parts of Africa ("genootschap voor de promotie van de ontdekking van het binnenland van Afrika") was een Brits genootschap dat ontdekkingsreizen naar Afrika organiseerde en financierde. Het voornaamste doel van het genootschap was om Timboektoe te vinden (een stad die volgens de overlevering enorm rijk zou zijn aan goud en andere schatten) en de loop van de rivier de Niger in kaart te brengen.
De African Association werd gevestigd in Londen op 9 juni 1788 door een aantal welgestelde Britten geleid door Joseph Banks. De stichting van de club was het startpunt van de Europese ontdekking en kolonisatie van het Afrikaanse continent dat zijn hoogtepunt eind 19e eeuw bereikte met de zogenaamde Scramble for Africa. Eind 18e eeuw was het "donkere continent" nog een witte plek op de Europese kaarten; alleen de kustgebieden waren in kaart gebracht. De leden van het gezelschap kwamen overeen om ieder vijf gienjes per jaar te betalen om expedities naar Afrika te financieren.
Ook in andere Europese landen waren dergelijke organisaties. Het Deutsche Gesellschaft zur Erforschung Aequatorial-Afrikas bijvoorbeeld werd gevestigd in 1873 en ging later op in het Afrikanische Gesellschaft in Deutschland. In Frankrijk werd het Comité de l'Afrique centrale gesticht in 1890, en in België werd op initiatief van Leopold II in september 1897 de Commission internationale d'exploration et de civilisation de l'Afrique centrale gevestigd.`

## De zoektocht naar Timboektoe

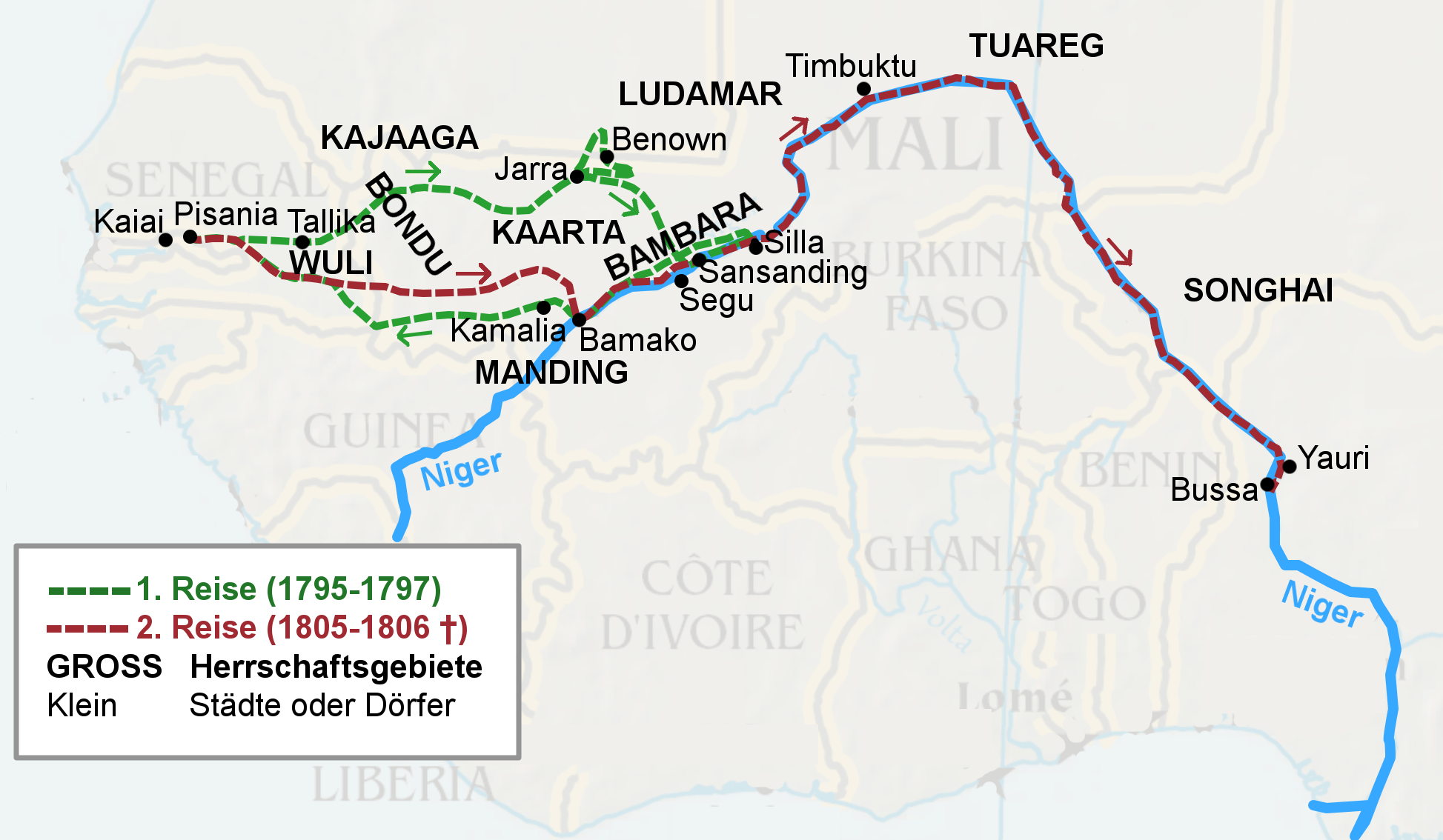
De ontdekkingsreizen van Mungo Park, die in 1796 de Niger bereikte

Van de Niger wisten toentertijd de Europeanen niet veel meer dan dat deze bestond. Zelfs de stroomrichting was onbekend. De stad Timboektoe, die aan deze rivier lag, was nog nooit door een Europeaan bezocht, maar volgens de overlevering was de stad fabelachtig rijk aan goud en andere schatten.
De eerste expeditie van de African Association, in 1788, werd geleid door John Ledyard. De expeditie zou vanuit Caïro westwaarts trekken naar de Niger. In Caïro overleed Ledyard echter (in november 1788 of januari 1789) aan voedselvergiftiging of een vergiftiging aan de hiertegen ingenomen medicijnen. Ook een tweede expeditie in 1788, onder leiding van Simon Lucas, was geen succes. Het plan was de Libische Woestijn te doorkruisen en zo Timboektoe vanuit het noorden te bereiken, maar dit bleek te gevaarlijk wegens stammenoorlogen in de woestijn. 
In 1790 leidde een Ierse officier, Daniel Houghton, een expeditie vanaf de monding van de rivier de Gambia. Houghton trok verder het West-Afrikaanse binnenland in dan welke Europeaan dan ook eerder had gedaan. In september 1791 werd hij echter beroofd en vermoord in de Sahara.
De African Association besloot samen te werken met de Britse regering, die in 1792 een diplomaat naar Gambia stuurde om goede relaties met de plaatselijke heersers te vestigen, met het doel handelsroutes tussen de Gambia en de Niger te openen. De Schotse dokter Mungo Park zou samen met deze diplomaat naar Afrika afreizen, maar vertrok uiteindelijk alleen. Park bereikte de kust van Afrika op 4 juni 1795 en volgde in eerste instantie Houghtons route langs de Gambia. Het Bambara-volk hielp hem om als eerste Europeaan de Niger te bereiken, op 20 juli 1796. Timboektoe vond hij echter niet. Bij zijn terugkeer naar Engeland werd hij binnengehaald als held. Park wilde terugkeren om Timboektoe alsnog te vinden maar stierf in 1806, voordat hij weer naar Afrika kon afreizen.
Terwijl Park in Afrika was, financierde het genootschap in 1797 een expeditie door de Duitse ontdekkingsreiziger Friedrich Hornemann. Ook hij wilde proberen vanuit Caïro westwaarts te trekken om Timboektoe te bereiken. Maar Hornemann verdween; pas 20 jaar later bleek dat hij de Niger had bereikt maar vervolgens aan dysenterie was bezweken. Ook de Zwitser Johann Ludwig Burckhardt werd (in 1809) naar Caïro gestuurd om Timboektoe te vinden, maar moest acht jaar wachten op een karavaan en stierf aan dysenterie voordat hij aan de reis kon beginnen. 
Na het falen van pogingen om Timboektoe vanuit het noorden, westen en oosten te bereiken, organiseerde de African Association in 1804 een nieuwe expeditie onder leiding van Henry Nicholls, ditmaal om te proberen de stad vanuit het zuiden te bereiken. Nicholls vertrok vanuit de Britse handelspost in de Golf van Guinee en stierf in 1805, waarschijnlijk aan malaria, voordat hij de stad wist te bereiken. Ironisch genoeg bevond de Nigerdelta zich in de Golf van Guinee, het startpunt van de expeditie, maar de Europeanen beseften niet dat het de Niger was.
In de eerste decennia van de 19e eeuw nam de Britse overheid langzaam maar zeker het ontdekkings- en kolonisatieproces over van de African Association en andere privéinitiatieven. De African Association ging in 1831 op in het Royal Geographical Society. De eerste Europeaan in Timboektoe was een Schotse officier, Alexander Gordon Laing, die ondanks aanvallen door de Toeareg de stad in 1826 wist te bereikten.